# 阿留申人
阿留申人（阿留申语：Unangan／Unanga）是居住於美國阿拉斯加、阿留申群島和俄羅斯堪察加半島上的原住民族，但如今人数很少。也分布在加拿大魁北克一帶，他們語言與因纽特语有關。但他們的传统交通工具與一般因纽特人不同，多數用獨木舟狩獵。
“阿留申”的名稱來自阿留申语 Allíthuh，意思是社區， 阿留申的名稱由在18世紀中葉的俄羅斯的毛皮商人开始使用，与俄罗斯侵略者接触前估计人口25000人。

## 位置

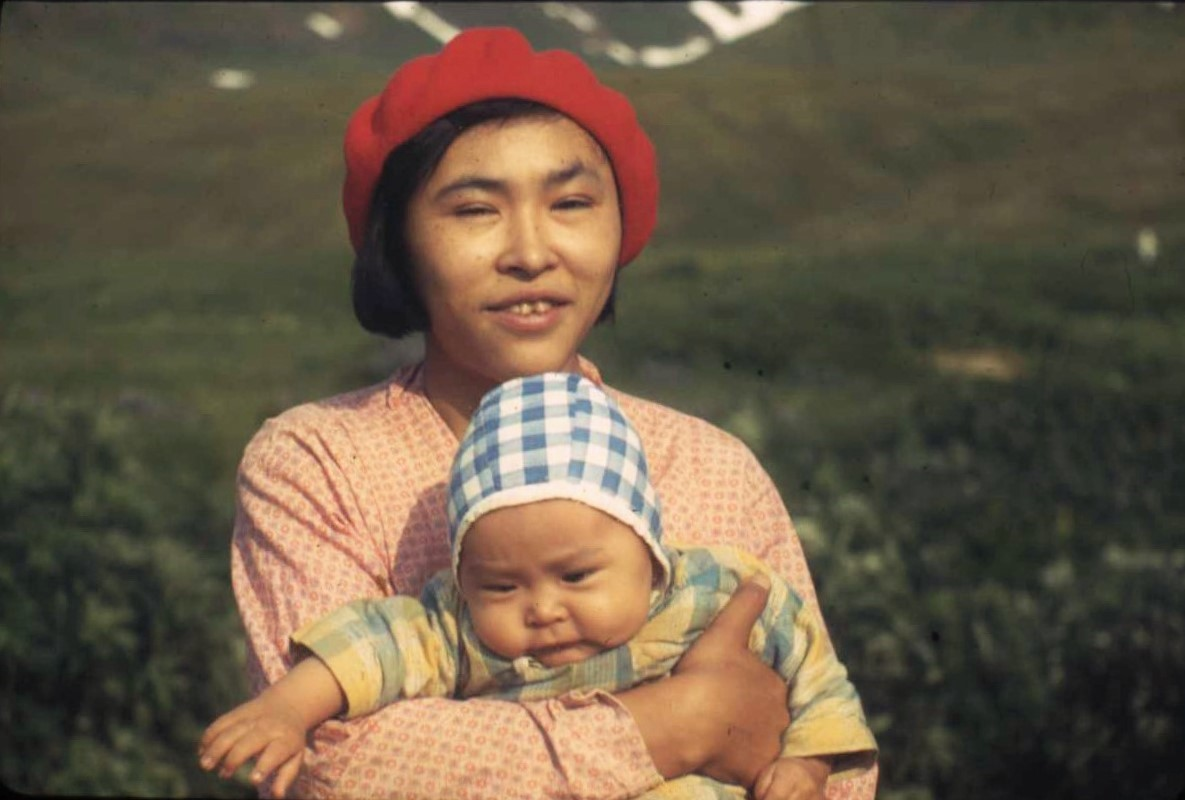
阿留申人母子

阿留申人原本住於阿留申群島、普里比洛夫群岛、舒馬金群島和阿拉斯加半島的西部上。